# ناحیه عمورو
ناحیه عمورو (به لاتین: Omoro District) یک منطقهٔ مسکونی در اوگاندا است که در استان شمالی، اوگاندا واقع شده‌است.